# Alexeï Petrov (homme d'affaires)
Pour les articles homonymes, voir Alexeï Petrov (homonymie).
Alexeï Petrov, né le 23 avril 1962 et mort le 16 août 2023, est un entrepreneur bulgare, probable candidat à l'élection présidentielle d'octobre 2011 et rival du Premier ministre Boïko Borissov. Ex-membre de l'unité d'élite des Bérets rouges, il est à la tête de Lev Ins., troisième entreprise bulgare dans le secteur des assurances. Il est considéré comme étant à la tête du parti Ordre, loi et justice ainsi que de l'hebdomadaire à scandales Galeria ,.

## Biographie
Sa fortune, selon un câble rédigé par l'ambassadeur des États-Unis à Sofia et publié fin 2010 par Wikileaks, s'élèverait à des « centaines de millions de dollars ».
Docteur en économie, Petrov a été membre de l'unité antiterroriste d'élite des Bérets rouges sous le régime communiste, alors que celle-ci était chargée par le président Todor Jivkov de réprimer les activistes musulmans considérés comme pro-turcs,. Karatéka et patron d'une équipe de karaté, Petrov a de nombreux anciens collègues comme associés. Il devint d'ailleurs ami avec Boïko Borrisov en le rencontrant dans une salle de karaté en 1982. À l'instar de beaucoup d'anciens agents et de militaires, après avoir quitté les Bérets rouges en 1991, il s'est reconverti, dans les années 1990, dans le secteur de la sécurité privée et de l'assurance,. Après avoir travaillé dans plusieurs entreprises du genre, parfois associées à des affaires de racket, il prend la tête de la compagnie d'assurances Spartak, rebaptisée Levski Spartak puis, après avoir été soutenu par des fonds israéliens, Lev Ins. . Celle-ci est aujourd'hui la troisième entreprise d'assurances de Bulgarie, et première dans le secteur de l'assurance automobile, avec des bénéfices de 70 millions d'euros en 2009. 
Le 14 août 2002, Petrov fut grièvement blessé après avoir été mitraillé en sortant d'une piscine. À la suite de cet événement, il n'obtient pas le poste de directeur de la Direction nationale de lutte contre la criminalité organisée pour lequel il était pressenti. 
Le 16 décembre 2002, il porte plainte contre un ancien député, E.S., pour diffamation. Il dépose une nouvelle plainte contre la même personne après que celui-ci l'ait impliqué dans un meurtre et dans des trafics avec la mafia serbe, peu de temps après l'assassinat du procureur militaire Nikolaï Kolev le 28 décembre 2002. Les relations de ce dernier étaient notoirement mauvaises avec le procureur général Nikola Filtchev, dont Petrov était proche,. Ces plaintes furent toutes rejetées, et le recours porté devant la Cour européenne des droits de l'homme fut déclaré irrecevable en novembre 2010.
À partir de 2001, il travaille comme informateur et agent officieux du DANS, l'Agence d'État de sécurité nationale, avant d'en devenir un conseiller officiel en 2008. En décembre 2006, il organisa ainsi une rencontre secrète entre le ministre de l'Intérieur, Rumen Petkov, et deux ex-collègues des Bérets rouges, les frères Galev, figures de la mafia bulgare acquittées, à la surprise générale, en novembre 2009. Bras droit du directeur du DANS, Petko Sertov, « il devient, selon l'hebdomadaire Kapital, de façon mystérieuse la figure la plus importante du renseignement bulgare, jusqu’à la chute du gouvernement Stanichev, en juillet 2009, et le changement de direction » , avec la nomination de Tsvetlin Yovchev. 
Ce dernier dut démissionner en février 2011 après une affaire d'écoutes téléphoniques révélée en janvier par l'hebdo Galeria . Le 10 février 2011, une charge d'explosifs avait explosé devant l'immeuble du journal.

## L'Opération Pieuvre
Soupçonné de lien avec la mafia bulgare, il a été arrêté le 10 février 2010 lors d'une opération dénommée « Pieuvre » , organisée par la Direction nationale de lutte contre la criminalité organisée. Arrêté avec Marcello Djotolov, Plamen et Yordan Stoyanov, Momchil Krustev, Nikolai Velkov, Anton Petrov (alias « le hamster ») et Dimitar Mitrov (alias « le policier »), il fut accusé, entre autres, de proxénétisme, de fraude fiscale, de blanchiment d'argent et d'extorsion de fonds. Selon une revue de presse de l'ambassade de France, du 15 février 2010,
« Dnevnik cite l’agence électronique Mediapool qui a indiqué en se basant sur des informations provenant de sources jugées à 100 % fiables, que des services de police étrangers ont informé le ministère de l’Intérieur bulgare qu’Alexeï Pétrov entretenait des contacts intenses avec le milliardaire Michael Tchorny, citoyen israélien d’origine russe qui a été expulsé en 2000 par la Bulgarie pour des raisons de sécurité nationale. Toujours selon Mediapool les contacts entre Michael Tchorny et Alexeï Pétrov auraient été un des thèmes principaux des entretiens qu’ont eus Tsvetan Tsvetanov [ministre de l'Intérieur] et Boïko Borissov lors de leurs visites officielles à Tel-Aviv et à Londres. »
À l'époque, la veuve de Nikolaï Kolev, le procureur assassiné, déclare :
« Mon époux a été éliminé par les bérets rouges. Et je suspecte Petrov d’avoir été l’organisateur de cet assassinat commandité par Filtchev. Mon époux avait à l’époque réuni des preuves à charge contre Petrov et contre le chef des bérets rouges de l’époque, Filko Slavov, qu’il voulait mettre en examen pour plusieurs crimes. C’est pour cela qu’il a été tué. »
Ces accusations n'ont jamais été prouvées. Petrov fut assigné à résidence en décembre 2010, avant d'être libéré le 7 février 2011, sous la condition de ne pas quitter le pays. Les accusations contre Petrov ont été « ébranlées », selon un magistrat chargé du dossier.